# Приватизационный чек

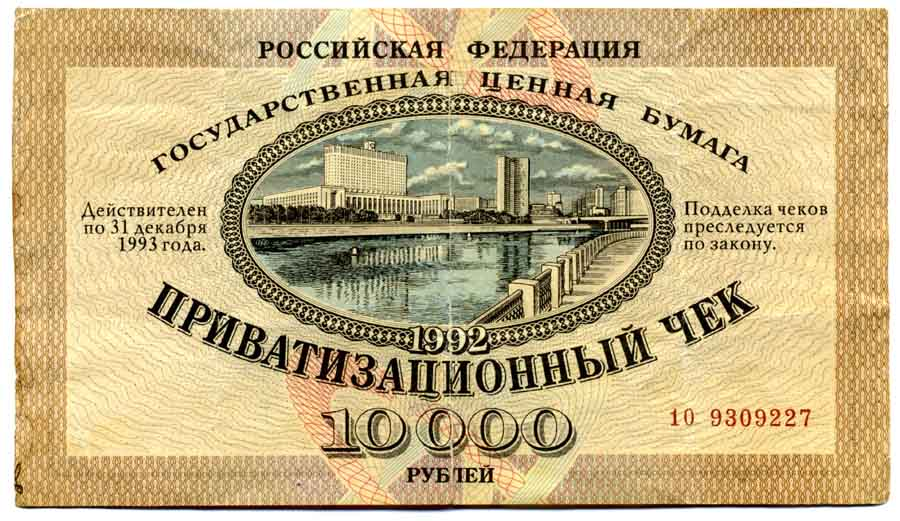
Приватизационный чек Российской Федерации

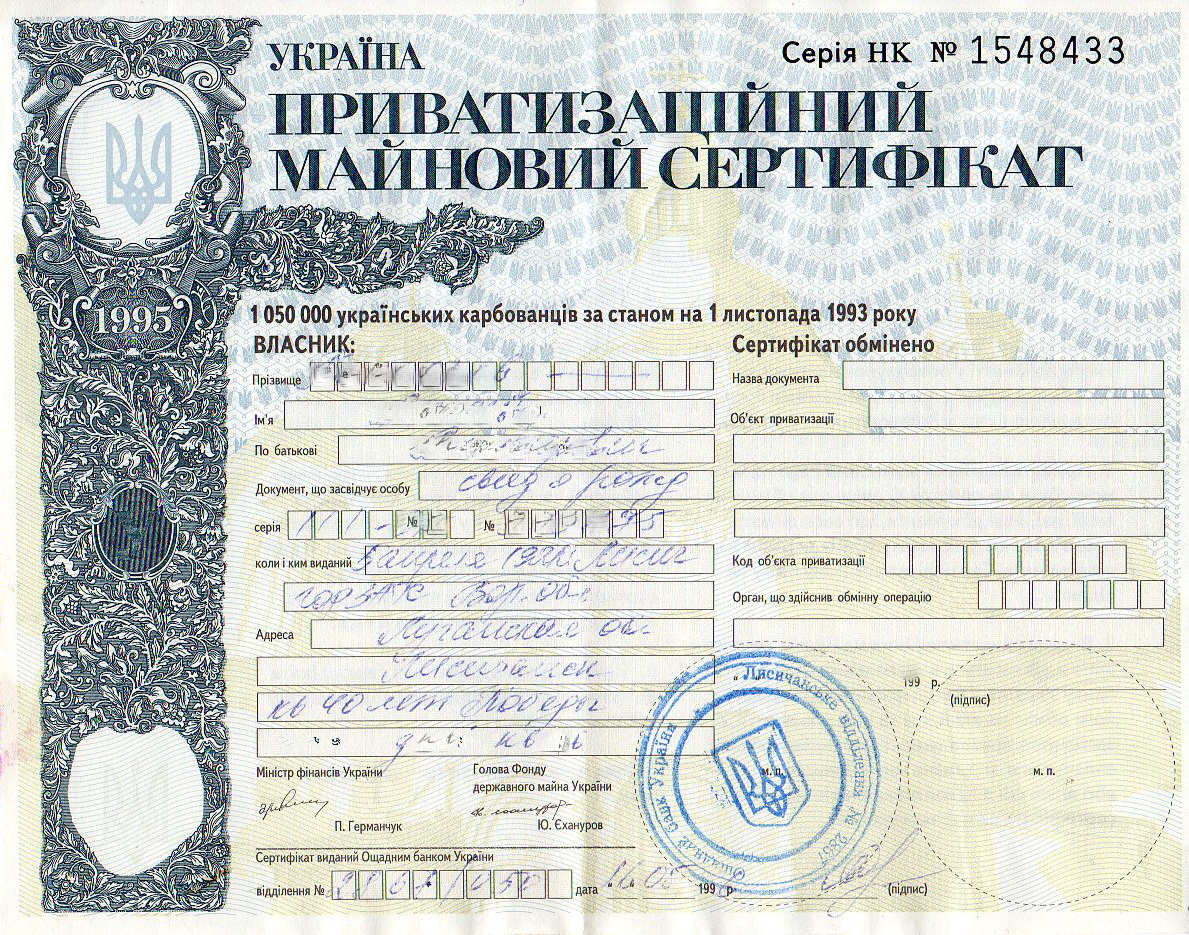
Украинский «ваучер»

Приватизационный чек — государственная ценная бумага целевого назначения, предназначенная для оплаты приватизируемых объектов государственной и муниципальной собственности. Использовался в России с января 1992 года как инструмент разгосударствления и передачи государственного и муниципального имущества в частную собственность.
В широком значении «ваучер» (voucher в переводе с англ. — «расписка, ручательство») — документ, удостоверяющий получение товаров и услуг (например, оплаченный счёт-фактура, погашенный счёт) выдачу кредита, получение денег (расписка) и т. п.
В этом значении до 1992 года слово «ваучер» применялось преимущественно в профессиональной среде, а большей части населения России было практически неизвестно. Всеобщую известность в России оно приобрело в период проведения приватизации в 1992—1993 годах.

## Подготовка ваучерной приватизации
Концепция бесплатной ваучерной приватизации была предложена В. А. Найшулем в 1987 году. Будущие реформаторы отнеслись к ней критически, считая, что она не делает различий между гигантами химической промышленности, пищевыми фабриками и нефтедобывающими предприятиями, не учитывает реального состояния основных фондов, а значит — неизбежно породит миллионы обиженных и недовольных". Однако в 1992 году стало ясно, что приватизация крупной промышленности за деньги невозможна, так как у населения не было средств на выкуп государственной собственности, которая на 1 января 1992 года оценивалась в 1,4 трлн рублей. «Поэтому, — писали впоследствии Гайдар и Чубайс, — историческая развилка по „большой приватизации“ к лету 1992 года выглядела так: или законодательно упорядоченная бесплатная приватизация, или потеря контроля государства за разворачивающейся „номенклатурной“ приватизацией». К тому времени принцип бесплатного раздела государственной собственности между всеми гражданами России уже был заложен в законодательстве: 3 июля 1991 года Верховный Совет РСФСР принял Законы № 1529-1 «Об именных приватизационных счетах и вкладах в РСФСР» и № 1531-1 «О приватизации государственных и муниципальных предприятий в РСФСР», предусматривавшие безвозмездную передачу гражданам России государственного и муниципального имущества путём перечисления государством приватизационных вкладов на именные приватизационные счета в Сбербанке. Однако закон о приватизационных счетах так и не был реализован. Именные счета (вклады) нельзя было продавать или передавать другим лицам. По мнению А. Чубайса, «такая конструкция, ставшая результатом компромисса с левыми при принятии законов о приватизации, лишала эти банковские вклады важнейшего качества — ликвидности. Тем самым надолго откладывалось выявление эффективных частных собственников, рушились надежды на зарождение в стране фондового рынка». Кроме того, бесплатная приватизация через счета в Сбербанке была трудно реализуема технически: каждому жителю, в том числе отдалённых районов, нужно было открыть специальный счёт в банке и многократно делать переводы для приобретения акций приватизируемых предприятий.
Под руководством А. Б. Чубайса, назначенного 10 ноября 1991 года председателем Государственного комитета РСФСР по управлению государственным имуществом в ранге министра РСФСР, была разработана новая программа приватизации. 27 декабря 1991 года Президиум Верховного Совета РСФСР принял «Основные положения программы приватизации в Российской Федерации на 1992 год», которые 29 декабря 1991 года были утверждены указом президента

## Порядок выдачи и использования приватизационных чеков
Указом Президента РФ от 14 августа 1992 года в России с 1 октября 1992 года были введены приватизационные чеки, предназначенные для обмена на акции приватизируемых предприятий. В обиходе приватизационный чек называли ваучером.
Каждый гражданин РФ имел право получить 1 приватизационный чек. Приватизационные чеки, независимо от места их получения, могли использоваться на всей территории Российской Федерации. Выпуск иных ценных бумаг, предназначенных для безвозмездной приватизации государственного и муниципального имущества, в республиках, краях, областях, автономной области, автономных округах, Москве и Санкт-Петербурге, в районах и городах, не допускался.
В Положении о приватизационных чеках, содержавшемся в приложении к Указу Президента от 14 августа 1992 года, говорилось: «Приватизационные чеки реализуют механизм бесплатной передачи гражданам Российской Федерации в процессе приватизации предприятий, их подразделений, имущества, акций и долей в акционерных обществах и товариществах (далее по тексту — объектов приватизации), находящихся в федеральной собственности, государственной собственности республик в составе Российской Федерации, краёв, областей, автономной области, автономных округов, городов Москвы и Санкт-Петербурга».
С принятием 14 октября 1992 года Указа Президента РФ № 1228 в число объектов, которые могли оплачиваться приватизационными чеками, вошли также приватизируемые объекты государственного и муниципального жилищного фонда, объекты муниципальной собственности, земельные участки. Ваучеры бесплатно выдавались всем гражданам РФ, постоянно проживавшим на её территории на момент вступления в силу указа о выпуске приватизационных чеков, независимо от возраста, размера доходов и срока проживания в России. Граждане, временно проживавшие за границей, могли получить ваучер по возвращении в Россию для постоянного проживания. При выдаче приватизационного чека взимался комиссионный сбор в размере 25 рублей.
Ваучер, в отличие от именного приватизационного счёта, являлся документом на предъявителя, его можно было покупать и продавать без ограничений, а также отчуждать иными способами: обменивать, завещать, вкладывать в паевые и чековые инвестиционные фонды. Каждый приватизационный чек имел срок действия, который указывался на самом чеке. По истечении срока действия приватизационных чеков они считались погашенными и изымались из обращения. Срок действия чеков не мог быть менее одного года и более двух лет. Первоначально срок действия приватизационных чеков, выпущенных в 1992 году, был ограничен 31 декабря 1993 года, однако 6 октября 1993 года их действие было продлено до 1 июля 1994 года. При порче или утрате приватизационный чек не возобновлялся.
На приватизационные чеки могли приобретаться объекты приватизации, а также акции (паи) специализированных инвестиционных фондов, аккумулирующих приватизационные чеки, действующих на территории РФ, в соответствии с положениями, утверждаемыми Госкомимуществом России. Стоимость приватизируемого объекта могла оплачиваться приватизационными чеками полностью или частично.
Приватизационные чеки могли использоваться в процессе приватизации однократно. Использованные чеки подлежали погашению. При погашении на бланке приватизационного чека проставлялись особые отметки, которые подтверждали, что данный чек уже использован в качестве платёжного средства для приобретения объектов приватизации, и прекращали его действие. Процедура погашения приватизационных чеков устанавливалась Государственным комитетом по управлению государственным имуществом Российской Федерации с учётом мнения Министерства финансов Российской Федерации.
Для хранения, обращения и использования приватизационных чеков в безналичной форме создавались депозитарии. Функции депозитария могли выполнять: банк, а также, до принятия нормативных актов о депозитариях, организация или предприятие, получившие лицензию от Министерства финансов Российской Федерации на деятельность в качестве инвестиционного института.

## Вопрос о номинальной стоимости приватизационного чека
Номинальная стоимость ваучера, то есть стоимость, указывавшаяся на приватизационном чеке при его выпуске, была установлена в 10 тыс. рублей. Эта сумма была получена путём деления оценочной стоимости имущества российских предприятий (1 трлн 400 млрд руб.) на число граждан РФ (140 млн человек). Впоследствии Чубайса нередко обвиняли в сознательно завышенной оценке стоимости ваучера, вспоминая его заявление о том, что на ваучер можно будет приобрести два автомобиля «Волга». Чубайс и сам признавал: «Две „Волги“ за ваучер — это ко мне, видимо, припечаталось на всю оставшуюся жизнь». С ним соглашался А. Евстафьев, отвечавший в Госкомимуществе за пропаганду приватизации: «Конечно, в идеологическом обеспечении приватизации нами допускались ошибки. Нас часто ругают (и, наверное, правильно ругают) за то, что слишком много эйфории было на старте приватизации. Две „Волги“ за ваучер нам все время аукаются».
В реальности номинал ваучера имел сугубо условный характер. Е. Т. Гайдар объяснял: «вопрос, какой номинал ставить на чек, вообще-то беспредметен, ибо чек этот имеет только социально-психологическое значение, удостоверяя право на часть приватизируемой собственности. Его цена определяется объёмом приватизированного имущества, уровнем финансовой стабильности, теми льготами, которыми обладают трудовые коллективы. В конце концов, из соображений простоты остановились на номинале в 10 тыс. рублей». О том же писал и бывший министр экономики А. А. Нечаев: «Номинал ваучера не имел никакого значения. Ваучер определял лишь право что-то купить при приватизации. Реальная его стоимость зависела от конкретной приватизационной ситуации на конкретном предприятии. Где-то на ваучер можно было получить 3 акции, а где-то — 300. В этом смысле на нём можно было написать и 1 рубль, и 100 тысяч рублей, что не изменило бы его покупательную способность ни на йоту. По-моему, идея снабдить эту ценную бумагу номиналом принадлежала Верховному совету. Чтобы придать номиналу хотя бы какую-то рациональную основу, решили привязать его к стоимости основных фондов на душу населения».
Сам Чубайс говорил не о непосредственном обмене ваучера на две «Волги». «Это — тоже недоразумение. На самом деле он объяснял, что важна не та сумма, которая „нарисована“ на чеке, а та сумма, которую он реально будет стоить — рыночная цена акций, которые будут на этот чек приобретены».

## Использование приватизационных чеков
С октября 1992 по февраль 1993 года было выдано 144 млн ваучеров. Их получили 97 % граждан.
50 % ваучеров владельцы вложили по закрытой подписке в акции предприятий, на которых трудились они или их родственники, 25 % вложили в чековые инвестиционные фонды (ЧИФы), 25 % продали. По другим сведениям, 34 % ваучеров были проданы, 11 % — подарены, 25 % — вложены в ЧИФы и лишь 15 % — вложены в акции.
При закрытой подписке каждый владелец чека, работавший на приватизировавшемся предприятии, а также те, кто не работал на данный момент, но имел стаж работы на этом предприятии не менее 10 лет (для мужчин) или 7 лет (для женщин), имел право подать заявку на определённое количество акций.
Приватизационные чеки, не использованные для приобретения акций по закрытой подписке, можно было использовать для покупки акций приватизируемых предприятий на чековых аукционах, к которым допускались юридические и физические лица, внёсшие примерно 10 % от начальной цены объекта продажи в виде приватизационных чеков. Продажа пакетов акций проводилась в форме простого аукциона продавца («английского аукциона») или в форме закрытого аукциона. Ваучеры стали биржевым товаром. Котировки ваучеров были публичными. Количество акций, приходившееся на один приватизационный чек, определялось в зависимости от количества участников аукциона и предъявленных ими приватизационных чеков.
Именно приобретение акций приватизировавшихся предприятий оказалось самым удачным вложением ваучеров. Правда, реальная стоимость пакета акций, который можно было получить за один ваучер, очень сильно различалась в зависимости от компании, акции которой приобретались, и от региона, где это происходило. Так, приобретённые за один ваучер акции пивоваренной компании «Балтика» стоили в 2016 году 16 тыс. долларов, то есть около 1,2 млн рублей. В Республике Марий Эл один ваучер обменивался на 5900, а в Пермской области — на 6000 акций Газпрома. В 2016 году эти акции стоили приблизительно 1 млн рублей. В этих случаях приватизационный чек оказался существенно дороже двух «Волг». Но в Москве и Петербурге ваучер обменивался лишь на 50 и 65 акций Газпрома, соответственно, а в Алтайском крае — всего на 16 А. Евстафьев вспоминал: «Когда „Газпром“ продавал акции за чеки, мы объясняли людям, что в данном случае речь идёт о своеобразных правилах игры: количество акций, продающихся в Москве, невелико, а желающих много, поэтому лучше приобрести акции не в столице. Одни нам верили, другие — нет. Но выиграли в итоге те, кто последовал нашему совету». Бывали и крайне неудачные вложения в акции: тот, кто обменял ваучер на акции Торгового дома «ГУМ» (7 акций за один ваучер), в 2008 году смог бы получить за них лишь 100 рублей.
Конечно, многие не захотели затруднять себя покупкой акций и попросту продали их, причём чаще всего — за бесценок, а то и просто обменяли на одну-две бутылки водки. Именно об этих людях писал А. Чубайс: «Для значительной части населения (80—90 %) функции активного собственника противопоказаны вообще. Ну, не готовы люди к тому, чтобы мыслить категориями „рост курсовой стоимости“, „рыночная конъюнктура“, „стратегический инвестор“ и т. д., и т. п. Не готовы или не хотят. Далеко не каждому по душе вся эта сложная арифметика фондового рынка. Даже от собственников совсем мелких пакетов требуются определённые знания, квалификация, умение разбираться в сферах, которые далеко не всем интересны». К тому же фактическая цена ваучера зависела не только от конъюнктуры рынка, но и от политической ситуации в стране: в обстановке первой половины 1990-х годов у очень многих российских граждан не было уверенности в том, что приватизация не будет вскоре отменена.
Значительная часть граждан, не обладавших знаниями и опытом, необходимыми для непосредственной покупки акций тех или иных предприятий, в то же время не хотела продавать свои приватизационные чеки. Для них были учреждены Чековые инвестиционные фонды (ЧИФы) — инвестиционные фонды закрытого типа, не имеющие обязательства выкупать свои акции у акционеров. Они должны были аккумулировать приватизационные чеки граждан, обеспечить профессиональное управление полученными активами, инвестируя полученные средства в акции приватизируемых предприятий.
Создание ЧИФов Чубайс впоследствии называл серьёзной ошибкой, в результате которой «из-за непрофессионализма менеджеров и воровства все 40 млн вкладчиков ЧИФов оказались обмануты», что оказало «огромное влияние на формирование общего негативного отношения к приватизации». При этом он отмечал, что для контроля над ЧИФами надо было бы в 1992—1993 годах решить невозможную для того времени задачу — создать систему, «сопоставимую по сложности и влиятельности с банковским надзором, который сформировался в России только к концу 1990-х годов».
В результате в части общества утвердилось негативное отношение к приватизации как к «величайшей авантюре XX века» и грабежу народа. По данным социологических опросов, в 2000—2007 годах 77—83 % граждан РФ считало приватизацию несправедливой и выступало за полный или частичный пересмотр её итогов.
Существует однако, и другое отношение к итогам приватизации и ваучеру: «Произошло революционное преобразование экономики, плоды которого общество будет пожинать в последующие годы и десятилетия. … „Ваучеризация всей страны“ не была поражением реформаторов. И ваучер не стал символом их позора, как пытаются представить их идеологические противники. Не сразу, со временем, напротив, он станет символом успеха экономических реформ в России. И может быть, ему даже поставят памятник…»

## Оценки
В настоящее время в открытых источниках не сохранилось подлинных свидетельств и полной речи А. Чубайса. Высказывание осталось в памяти жителей России и используется в качестве синонима, символа приватизации.
Широко распространено сравнение, что за свой ваучер обычный человек получил копейки. Так, публицист Сергей Кара-Мурза в своей книге 2002 года писал: «В результате ваучер Кахи Бендукидзе был равен „Уралмашу“, а ваучер дяди Васи — бутылке водки».

В марте 2004 года бывший председатель правления нефтяной компании «ЮКОС» Михаил Ходорковский в статье «Кризис либерализма в России» писал, что либералы первого ельцинского призыва "обманули 90 % народа, щедро пообещав, что за ваучер можно будет купить две «Волги»:
Да, предприимчивый финансовый игрок, имеющий доступ к закрытой информации и не лишенный способности эту информацию анализировать, мог сделать из приватизационного чека и десять «Волг». Но обещали-то всем.
В 2006 году журнал «Власть» отмечал: «Номинальная стоимость выдаваемых населению купонов составляла 10 тыс. руб., однако в реальности она оказалась равной цене двух бутылок водки, а „Волга“ уже к концу года стоила 3—4 млн руб.».
По словам председателя Совета предпринимателей при правительстве Москвы Марка Масарского, было заранее известно, что за ваучеры нельзя будет приобрести два автомобиля: «<…> выпустили бумажки цветные и нарисовали на них 10 тысяч рублей. <…> И конечно, никакие две „Волги“ на них нельзя было купить. <…> Мы заранее знали, что будет: в условиях инфляции и нехватки платежных средств. Те, у кого есть эти рубли (а это банки прежде всего), будут скупать ваучеры у населения за два ящика, а потом — за две бутылки водки. Так оно и произошло. Потом у кого-то оказался чемодан этих ваучеров — они приходили и по второй модели приватизации скупали, например, „Уралмаш“».
Ряд политиков и историков объясняет высказывание А. Чубайса пропагандой. Директор Института проблем рынка РАН Николай Петраков в 2007 году сказал, что фраза была пиаром, «под прикрытием которого проходила приватизация <…>, чтобы убедить людей, что все вроде бы от приватизации получат одинаково. На самом деле это был обман: ведь не на свой же ваучер купили собственность наши олигархи». Соратник Чубайса по партии СПС Евгений Ясин также вспоминал, что обещание двух «Волг» было «чисто пропагандистской задачей».
Сам А. Чубайс в своей книге подтверждал, что для инициаторов приватизации в тот момент было важным пропагандистское обеспечение. По его словам, надо было не только придумать эффективные схемы, написать нормативные документы, но и убедить Думу в необходимости их принятия, а главное — убедить 150 миллионов человек населения получить ваучер и осмысленно вложить его. По мнению Чубайса, без пропагандистского напора приватизация бы не состоялась:
Две «Волги» за ваучер — это ко мне, видимо, припечаталось на всю оставшуюся жизнь. Но давайте сравним, что было бы, если бы ошиблись по-иному. Если бы недобрали мы с пропагандистским напором. Цена такой ошибки была бы гораздо выше — крах приватизации. А значит, осталась бы командно-административная экономика, усиленная криминальным накалом закулисного передела собственности.

Ряд политических сил, в частности, партии «Яблоко» и КПРФ, использовал фразу в критике А. Чубайса и других либеральных реформаторов.
Сторонники реформаторов отмечают, что Чубайс не утверждал, что каждый ваучер можно будет обменять на два автомобиля: «На самом деле он объяснял, что важна не та сумма, которая „нарисована на чеке“ (это было, если помните, 10 000 рублей), а та сумма, которую он реально будет стоить, — рыночная цена акций, которые можно будет на этот чек приобрести. Акции же могут менять свою стоимость в зависимости от ситуации на рынке».
Получить за ваучер средства, достаточные для покупки автомобиля, смогли, главным образом, те, кто вложил его не в чековые инвестиционные фонды (этот проект провалился, а сами авторы приватизации считали его своей ошибкой), а непосредственно в акции приватизировавшихся предприятий. Рыночная стоимость акций, которые можно было получить в обмен на ваучер, менялась в зависимости от компании и региона. Например, приобретенные за один ваучер акции пивоваренной компании «Балтика» стоили в 2012 г. 16 тыс. долларов (около 1 млн 200 тыс. руб.). В Республике Марий Эл один ваучер обменивался на 5900, а в Пермской области — на 6 тыс. акций «Газпрома». В этих случаях приватизационный чек оказался существенно дороже двух «Волг». Но такое успешное вложение ваучеров было все же исключением. В Москве и Петербурге ваучер обменивался лишь на 50 и 65 акций «Газпрома» соответственно, а в Алтайском крае — всего на 16.
10 октября 2010 года «Деловая пресса» напечатала статью, согласно которой житель села Энергетик Владимирской области, «широко известный на российских судебных просторах сутяга и скандалист» Владимир Кувшинов, получив в 1992 году приватизационный чек, отправил Чубайсу письмо, в котором спрашивал, куда вложить ваучер. Чубайс в ответном письме посоветовал ваучер отдать в Госкомимущество, чтобы комитет приобрёл акции Научного института лёгких сплавов. По словам Кувшинова, чиновники из ГКИ «ваучер забрали, а акций никаких не дали. В общем, смошенничали». Кувшинов написал В. С. Черномырдину, занимавшему тогда пост премьер-министра РФ. По поручению Черномырдина Московская прокуратура провела проверку и передала дело в суд. Суд постановил, что Госкомимущество должно выплатить Кувшинову только номинальную стоимость ваучера — 10 тыс. руб. В 1998 г. Кувшинов написал письмо новому премьеру — С. В. Кириенко. Тот ответил, что «публичное высказывание руководителя в ранге вице-премьера правительства России имеет правоустанавливающую силу». Это письмо Кувшинов приложил к новому иску — к Российскому фонду федерального имущества. На этом основании Замоскворецкий суд Москва присудил: иск Кувшинова удовлетворить и взыскать две «Волги» с Чубайса в счёт ваучера. Однако Кувшинов так и не смог получить на руки судебное решение, а тем временем срок давности истёк. Правда, сам В. Кувшинов, по словам газеты, судился с Чубайсом «из-за одного только принципа».

## Дизайн
На приватизационном чеке художник Игорь Крылков, разрабатывавший дизайн ваучера, изобразил свою монограмму.

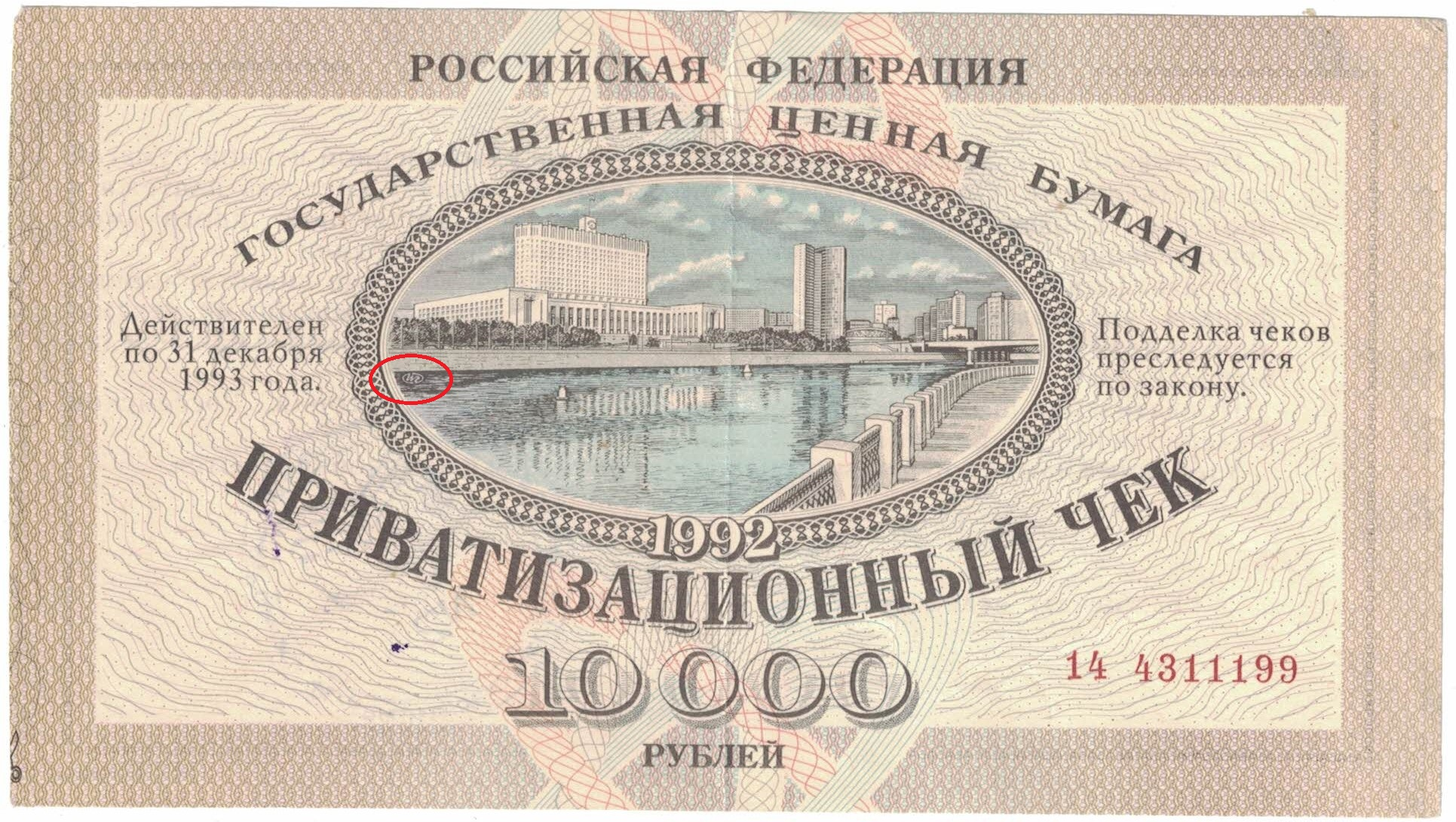
Красным овалом отмечена монограмма художника («ИК»)
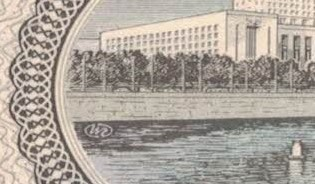
Крупный план монограммы художника